# Battlefield 1943
 (avril 2025).
Si vous disposez d'ouvrages ou d'articles de référence ou si vous connaissez des sites web de qualité traitant du thème abordé ici, merci de compléter l'article en donnant les références utiles à sa vérifiabilité et en les liant à la section « Notes et références ».
Battlefield 1943 est un jeu de tir à la première personne, développé par DICE et édité par Electronic Arts, sorti le 8 juillet 2009 sur Xbox 360 et PlayStation 3. Ce jeu est en fait une nouvelle version de l'ancien Battlefield 1942, utilisant le moteur graphique Frostbite Engine de Battlefield: Bad Company. Le jeu est exclusivement multijoueur en ligne, et ne peut être que téléchargé (par Xbox Live ou PlayStation Store). Il est définitivement annulé sur PC le 4 février 2011.Le 8 décembre 2023 , les serveurs du jeu ont cessé leurs quatorze ans d'activité. Battlefield Bad Company 2 subit le même sort.

## Contexte
Battlefield 1943 se déroule lors de la campagne du Pacifique pendant la Seconde Guerre mondiale. Il oppose les Marines américains aux impériaux japonais sur quatre cartes : Wake Island, Iwo Jima, Guadalcanal et Coral Sea. Cette dernière ne pouvait être débloquée qu'une fois que la totalité des frags effectués par les joueurs était de 43 millions. Les joueurs Xbox 360 l'ont débloqué le 15 juillet 2009 alors que le même jour, les joueurs PS3 ne comptabilisaient qu'un total d'environ 28 millions de frags.

## Système du jeu
Tous comme les autres épisodes de la série Battlefield, le jeu met en scène une grande carte sur laquelle le joueur est inséré (chaque camp a un point d'insertion initial, et les points de commandement conquis en deviennent). Le joueur a à sa disposition deux armes avec lesquelles il peut tirer, des grenades et des équipements spéciaux selon la classe. Les munitions sont illimités, et les grenades (ainsi que les équipements) se rechargent en quantité au bout de quelque temps. Le joueur dispose aussi de quelques véhicules qui se trouvent sur la carte.
La principale nouveauté de ce Battlefield est l'environnement (bâtiments et végétation) qui est quasi totalement destructible grâce au moteur Frosbite de Bad Company.
Les escouades avec qui il est possible de converser avec un micro (la gestion du micro n'est pas stable pour le moment[Quand ?]) sont toujours présentes mais le principe du Commandant est abandonné. N'importe qui peut demander un soutien aérien qu'il dirige de lui-même.

### Mode de jeu
Le seul mode de jeu disponible est « Tickets et points de renforts ». Le jeu n'apporte rien de nouveau de ce côté. Les serveurs peuvent accueillir jusqu'à 24 joueurs.

### Classes jouables
Trois types de soldat sont disponibles dans le jeu :
- Rifleman (fusilier) : classe de soldat pour les tirs à portée moyenne. Ils sont équipés de fusils semi-automatiques type 5[2] pour les japonais, et de M1 Garand pour les américains. Ils peuvent équiper leur fusils de lance-grenades type 91 et M-17 respectivement, ainsi que de baïonnettes type 5 et M1. Les fusiliers japonais disposent de grenades type 97 et les américains de Mk II.
- Infantry (fantassin) : classe de soldat pour les combats rapprochés, anti-char et pilote (mitraillette, bazooka, grenades, clé à molette).
- Sniper (éclaireur) : classe de soldat pour les tirs à longue distance. Chaque soldat de la classe est équipé d'un fusil de précision ainsi qu'une baïonnette (katana pour les japonais), une arme de poing et des dynamites avec un déclencheur.

### Véhicules
Le joueur a la possibilité de piloter des avions (F4U Corsair pour l'USMC et le Mitsubishi A6M « Zéro » pour la marine impériale japonaise), d'utiliser des barges de débarquement (1 pilote, 2 mitrailleurs et 3 passagers) et de conduire des jeeps (1 pilote, 1 mitrailleur et 1 passager), ainsi que des chars (1 pilote et 1 mitrailleur). Les bombardiers ne peuvent être utilisés qu'à intervalles réguliers et dans des bunkers surmontés d'une antenne prévue à cet effet.